# Championnat du Portugal féminin de handball
Le championnat du Portugal féminin de handball ou Primeira Divisão (Campeonato Nacional Seniores Femininos, 1ª Divisão de son nom complet) est le plus haut niveau de compétition de clubs féminins de handball au Portugal.
Le Madeira Andebol SAD est le plus titré avec 15 championnats remportés entre 1999 et 2021 devant le Benfica Lisbonne et ses 10 titres.

## Palmarès
Le palmarès jusqu'en 2009 est :
- 1977-78 : GDL Oeiras
- 1978-79 : GDL Oeiras
- 1979-80 : Liceu Maria Amália
- 1980-81 : CD Torres Novas
- 1981-82 : Almada AC
- 1982-83 : AD Oeiras
- 1983-84 : Benfica Lisbonne
- 1984-85 : Ginásio Sul
- 1985-86 : Benfica Lisbonne
- 1986-87 : Benfica Lisbonne
- 1987-88 : Ginásio Sul
- 1988-89 : Benfica Lisbonne
- 1989-90 : Benfica Lisbonne
- 1990-91 : Colégio de Gaia
- 1991-92 : Benfica Lisbonne
- 1992-93 : Benfica Lisbonne
- 1993-94 : CS Madeira
- 1994-95 : CS Madeira
- 1995-96 : CS Madeira
- 1996-97 : CS Madeira
- 1997-98 : Academico Funchal
- 1998-99 : Madeira Andebol SAD
- 1999-00 : Madeira Andebol SAD
- 2000-01 : Madeira Andebol SAD
- 2001-02 : Madeira Andebol SAD
- 2002-03 : Madeira Andebol SAD
- 2003-04 : Madeira Andebol SAD
- 2004-05 : Madeira Andebol SAD
- 2005-06 : Madeira Andebol SAD
- 2006-07 : Madeira Andebol SAD
- 2007-08 : Madeira Andebol SAD
- 2008-09 : Madeira Andebol SAD

Le palmarès depuis 2010 est :
| Saison  | Champion                                              | Deuxième                                              | Troisième                                             | Quatrième                                             |
| ------- | ----------------------------------------------------- | ----------------------------------------------------- | ----------------------------------------------------- | ----------------------------------------------------- |
| 2009-10 | CDES Gil Eanes                                        | Madeira Andebol SAD                                   | Colegio de João Barros                                | Colegio Gaia                                          |
| 2010-11 | CDES Gil Eanes                                        | Madeira Andebol SAD                                   | Colegio de João Barros                                | Juventud de Lis                                       |
| 2011-12 | Madeira Andebol SAD                                   | CDES Gil Eanes                                        | Colegio de João Barros                                | Marítimo                                              |
| 2012-13 | AC Alavarium                                          | Madeira Andebol SAD                                   | Colegio de João Barros                                | Juventud de Lis                                       |
| 2013-14 | AC Alavarium                                          | Madeira Andebol SAD                                   | Colegio de João Barros                                | Colégio de Gaia                                       |
| 2014-15 | AC Alavarium                                          | Madeira Andebol SAD                                   | Colégio de Gaia                                       | Colegio de João Barros                                |
| 2015-16 | Madeira Andebol SAD                                   | AC Alavarium                                          | Colégio de Gaia                                       | Colegio de João Barros                                |
| 2016-17 | Colégio de Gaia                                       | Madeira Andebol SAD                                   | AC Alavarium                                          | Colegio de João Barros                                |
| 2017-18 | Madeira Andebol SAD                                   | Colégio de Gaia                                       | AC Alavarium                                          | Maiastars                                             |
| 2018-19 | Colégio de Gaia                                       | Madeira Andebol SAD                                   | AC Alavarium                                          | 1º Mayo                                               |
| 2019-20 | Annulé à cause de la pandémie de Covid-19 au Portugal | Annulé à cause de la pandémie de Covid-19 au Portugal | Annulé à cause de la pandémie de Covid-19 au Portugal | Annulé à cause de la pandémie de Covid-19 au Portugal |
| 2020-21 | Madeira Andebol SAD                                   | Benfica Lisbonne                                      | AC Alavarium                                          | Alpendorada                                           |
| 2021-22 | Benfica Lisbonne                                      | Madeira Andebol SAD                                   | AC Alavarium                                          | Académica de Coimbra                                  |
| 2022-23 | Benfica Lisbonne                                      | Madeira Andebol SAD                                   | AD Academia Andebol SPS                               | Sur 1º Maio / ADA CJB                                 |
| 2023-24 | Benfica Lisbonne                                      | Madeira Andebol SAD                                   | Colégio de Gaia                                       | AD Academia Andebol SPS                               |

## Bilan par club
| Rang | Titres              | Club | Saisons                                                                                  |
| ---- | ------------------- | ---- | ---------------------------------------------------------------------------------------- |
| 1    | Madeira Andebol SAD | 15   | 1999, 2000, 2001, 2002, 2003, 2004, 2005, 2006, 2007, 2008, 2009, 2012, 2016, 2018, 2021 |
| 2    | Benfica Lisbonne    | 10   | 1984, 1986, 1987, 1989, 1990, 1992, 1993, 2022, 2023, 2024                               |
| 3    | CS Madeira          | 4    | 1994, 1995, 1996, 1997                                                                   |
| 4    | AC Alavarium        | 3    | 2013, 2014, 2015                                                                         |
| 4    | Colégio de Gaia     | 3    | 1991, 2017, 2019                                                                         |
| 6    | CDES Gil Eanes      | 2    | 2010, 2011                                                                               |
| 6    | Ginásio Sul         | 2    | 1985, 1988                                                                               |
| 6    | GDL Oeiras          | 2    | 1978, 1979                                                                               |
| 9    | AD Oeiras           | 1    | 1983                                                                                     |
| 9    | Academico Funchal   | 1    | 1998                                                                                     |
| 9    | Almada AC           | 1    | 1982                                                                                     |
| 9    | CD Torres Novas     | 1    | 1981                                                                                     |
| 9    | Liceu Maria Amália  | 1    | 1980                                                                                     |
| /    | Non décerné         | 1    | 2020                                                                                     |

### Coupes d'Europe
Depuis la création du classement européen des championnats nationaux, le Portugal a toujours été un championnat mineur à l'échelle européenne est :
| Année | 06 | 07 | 08 | 09 | 10 | 11 | 12 | 13 | 14 | 15 | 16 | 17 | 18 | 19 | 20 | 21 | 22    | 23    |
| ----- | -- | -- | -- | -- | -- | -- | -- | -- | -- | -- | -- | -- | -- | -- | -- | -- | ----- | ----- |
| Rang  | 20 | 22 | 23 | 24 | 24 | 23 | 21 | 21 | 22 | 23 | 24 | 24 | 25 | 32 | 32 | 32 | 17-50 | 14-50 |